# Dongliao
Dongliao (东辽县,  Dōngliáo Xiàn) ist ein chinesischer Kreis der bezirksfreien Stadt Liaoyuan in der Provinz Jilin. Er hat eine Fläche von 2.184 km² und zählt 348.905 Einwohner (Stand: Zensus 2010). Sein Hauptort ist die Großgemeinde Baiquan (白泉镇).

## Administrative Gliederung
Auf Gemeindeebene setzt sich der Kreis aus neun Großgemeinden und vier Gemeinden zusammen.